# Sebastián Ramírez
Mario Sebastián Ramírez Silva (Salto, 18 maggio 1992) è un calciatore uruguaiano, difensore dell'Albion.